# Гистондеацетилаза 4
Локус: 
Гистондеацетила́за 4 (англ. Histone deacetylase 4, HDAC4) (КФ 3.5.1.98) — белок, кодируемый у человека геном HDAC4, расположенным на 2-й хромосоме. Как и все ферменты группы гистондеацетилаз, близкой к сиртуинам, гистондеацетилаза 4 катализирует удаление ацетильных групп с остатков лизина в N-концевой части коровых гистонов (H2A, H2B, H3 и H4), что изменяет структуру хроматина. Деацетилирование гистонов является одним из механизмов транскрипционной и эпигенетической регуляции, оказывает влияние на ход клеточного цикла и участвует в регуляции развития. Работа HDAC4 регулируется путём различных посттрансляционных модификаций и взаимодействий с разнообразными белками, иногда тканеспецифичными. Нарушение работы HDAC4 приводит к развитию многих заболеваний, в том числе раковых, поэтому ингибиторы HDAC4 могут иметь важное медицинское применение.

## Ген и регуляция экспрессии
У человека ген HDAC4 расположен на 2-й хромосоме (2q37.3), имеет длину около 353,49 килобаз (кб), содержит 37 экзонов и даёт начало 8980 мРНК-транскриптам. У мыши гомологичный ген Hdac4 имеет длину около 215,7 кб, располагается на 1-й хромосоме и даёт начало 3960 мРНК-транскриптам. HDAC4 экспрессируется в различных тканях, и уровень экспрессии зависит от интенсивности различных стимулов. Несмотря на огромное количество процессов, регулируемых HDAC4, и уникальные механизмы регуляции активности этого белка, о механизмах регуляции его экспрессии известно мало. Транскрипционные факторы Sp1 и Sp3 связываются непосредственно со специфическими консенсусными GC-обогащёнными участками в промоторе HDAC4 и запускают транскрипцию HDAC4. HDAC4 не экспрессируется в ядрах эмбриональных стволовых клеток мыши, однако при начале дифференцировки клеток уровень его экспрессии резко возрастает.
Показано, что в регуляции экспрессии HDAC4 участвуют несколько микроРНК, среди которых miR-1, miR-29, miR-140, miR-155, miR-200a, miR-206 и miR-365, действующие в клетках разных типов. miR-200a непосредственно связывается с 3'-нетранслируемой областью (3'-UTR) мРНК HDAC4 и подавляет его экспрессию. miR-1 специфична для клеток мышц и стимулирует миогенез, действуя на 3'-UTR мРНК HDAC4 и подавляя экспрессию HDAC4. Белок mTOR контролирует MyoD-зависимую транскрипцию miR-1 через вышележащий энхансер, а опосредуемая miR-1 репрессия HDAC4 приводит к образованию фоллистатина и последующему слиянию миоцитов. Временная трансфекция прогениторных клеток кардиомиоцитов при помощи miR-1 и miR-499 снижала скорость пролиферации и вызывала усиленную дифференцировку человеческих прогениторных клеток кардиомиоцитов и эмбриональных стволовых клеток в кардиомиоциты через репрессию HDAC4. Кроме того, miR-22, подавленная при гепатоцеллюлярной карциноме, подавляет пролиферацию и склонность к образованию опухолей через регуляцию HDAC4.
Кроме того, сверхэкспрессия miR-206 и miR-29 подавляла экспрессию HDAC4 на уровне трансляции как в присутствии, так и в отсутствие трансформирующего фактора роста-бета (TGF-β) через взаимодействие с 3'-UTR HDAC4. Экспрессия miR-206 и miR-29, задействованных в дифференцировке клеток мышц, отрицательно регулируется TGF-β, поэтому обработка миогенных клеток TGF-β вызывает повышенную экспрессию HDAC4. miR-29b выступает ключевым регулятором дифференцировки в остеобласты, действуя на белки HDAC4, TGF-β3, ACVR2A, CTNNBIP1 и DUSP2. miR-140, специфичная для хрящевой ткани, непосредственно действует на 3'-UTR HDAC4. Мыши, лишённые miR-140, имеют карликовый фенотип из-за нарушения развития хондроцитов. miR-365, активируемая при механическом воздействии, связана с модуляцией дифференцировки хондроцитов, действуя непосредственно на HDAC4. У трансгенных мышей, имеющих человеческую miR-155, miR-155 действует на HDAC4 и нарушает регуляцию транскрипции гена В-клеточной лимфомы 6 в В-клетках. Искусственно усиленная экспрессия HDAC4 в человеческих клетках В-клеточной лимфомы уменьшала индуцируемую miR-155 пролиферацию и усиливала апоптоз. Всё это свитедельствует о важной роли микроРНК, специфично действующих на HDAC4, в модуляции клеточного ответа и биологических функций клеток разных типов в ответ на различные стимулы.

## Структура

### Структура доменов
Человеческий ген HDAC4 кодирует белки длиной от 972 до 1084 аминокислотных остатков, а мышиный гомолог Hdac4 — от 965 до 1076 аминокислотых остатков. HDAC4 содержит уникальный регуляторный домен на N-конце, который взаимодействует с различными транскрипционными факторами, и цинк-содержащий каталитический домен на С-конце. Анализ кристаллической структуры показывает, что правильно фолдированный (уложенный) цинк-связывающий домен необходим для формирования репрессорного комплекса. N-концевой участок мономера HDAC4 консервативен и содержит обогащённый глутамином домен (19 остатков глутамина из 68), который укладывается в прямую альфа-спираль, участвующую в сборке тетрамера гистондеацетилазы 4. Тетрамер HDAC4 не имеет регулярно расположенных неполярных аминокислотных остатков и протяжённого гидрофобного кора. Вместо этого взаимодействие между субъединицами обеспечивается множеством гидрофобных островков, расположенных внутри участков с полярными аминокислотными остатками, а глутамин-обогащённые участки принимают участие в сворачивании альфа-спиралей мономеров и их взаимодействии друг с другом. С-концевой цинк-связывающий домен играет ключевую роль в распознавании субстрата и связывании HDAC4 с репрессорным комплексом HDAC3-NCoR. Детальный анализ кристаллической структуры показал, что между цистеином 669, расположенным в цинк-связывающем домене, и цистеином 700 соседней молекулы может формироваться межмолекулярная дисульфидная связь.

### Посттрансляционные модификации
Посттрансляционные модификации HDAC4 могут изменять его внутриклеточную локализацию и состав взаимодействующих с ним белков. Хорошо известно, что одной из ключевых функций HDAC4 является репрессия транскрипции генов-мишеней через регуляцию конденсации и структуры хроматина. Недавние исследования показали критическую роль посттрасляционных модификаций в контроле клеточных ответов, в которых задействована HDAC4. Было показано, что HDAC4 может фосфорилироваться, сумоилироваться, карбонилироваться, убиквитинироваться и разрезаться под действием различных ферментов.

#### Фосфорилирование
Фосфорилирование/дефосфорилирование обеспечивает быструю и эффективную репрессию гистондеацетилаз (HDAC) класса IIа, к которому принадлежит и HDAC4. Обратимое фосфорилирование — регуляторный механизм, необходимый для функционирования HDAC4. HDAC4 взаимодействует с семейством белков 14-3-3, которые специфично связываются с фосфосерин-содержащими консервативными мотивами. Фосфорилирование этих остатков серина создаёт сайты связывания с шапероном семейства 14-3-3, который сопровождает фосфорилированную HDAC4 при транспорте из ядра в цитоплазму. HDAC4 может фосфорилироваться следующими белками: CaMK, ERK1/2, протеинкиназа А (РКА) и GSK3.
Стимуляция CaMK запускает миогенез путём разрушения комплексов MEF2-HDAC и последующего экспорта HDAC из ядра. CaMKII специфично связывается с HDAC4 через уникальный сайт докинга. Фосфорилирование HDAC4 по остаткам серина S246, S467 и S632 при помощи CaMKII усиливает ядерный экспорт и предотвращает ядерный импорт HDAC4 с последующей репрессией генов-мишеней HDAC4. Передача сигнала через эндогенный CaMKII необходимо для индуцированного агонистом накопления HDAC4 в цитозоле кардиомиоцитов. Однако РКА фосфорилирует HDAC4 и регулирует протеолиз HDAC4 по остатку тирозина 207, а также выступает антагонистом CaMKII-опосредованной активации MEF2 путём регулирования протеолиза HDAC4. Продукт разрезания HDAC4, включающий в себя N-конец бывшего белка, селективно ингибирует активность MEF2, но не сывороточного ответного фактора (SRF), выступая антагонистом CaMKII, но не влияя на выживание кардиомиоцита. Активация сигнального пути Ras-MAPK при экспрессии онкогенного белка Ras или в случае конститутивно активной MAPK/ERK-киназы 1 вызывает накопление HDAC4 в ядре миобластов. GSK3 может фосфорилировать HDAC4 по позициям 298 и 302, что приводит к разрушению HDAC4 протеасомами; таким образом, этот белок выступает в качестве важного регулятора стабильности HDAC4.
Аналогичным образом, важную роль в регуляции HDAC4 играют дефосфорилирующие ферменты — протеинфосфатазы. В условиях in vitro HDAC4 дефосфорилируется PP2A, которая сначала взаимодействует с N-концом HDAC4, а потом дефосфорилирует её. Регулируя дефосфорилирование HDAC4 по нескольким остаткам серина, в том числе и тем, которые входят в сайт связывания с белками 14-3-3, а также остатку серина 298, PP2A контролирует ядерный импорт HDAC4.

#### Карбонилирование
Карбонилирование, или алкилирование, — характерная посттрансляционная модификация в клетках, подвергшихся окислительному стрессу. Карбонилированием называется ковалентное присоединение активной карбонильной группы к тиольной группе остатков цистеина в белке-субстрате. В ответ на стимулы, индуцирующие образование активных форм кислорода в клетке, в белке DnaJb5 остатки цистеина 274 и 276, а в HDAC4 — 667 и 669 окисляются и формируют внутримолекулярные дисульфидные связи, которые затем могут быть восстановлены тиоредоксином-1. Восстановление остатков цистеина 274 и 276 белка DnaJb5 необходимо для взаимодействия DnaJb5 и HDAC4, а восстановление остатков цистеина 667 и 669 HDAC4 подавляет её ядерный экспорт независимо от степени фосфорилированности.

#### Сумоилирование
Сумоилирование — это ковалентное присоединение белков группы SUMO к остаткам лизина белка. Как и при убиквитинировании, присоединение белков SUMO (SUMO1, SUMO2 и SUMO3) к остаткам лизина в белках-субстратах играет критическую роль в модуляции активности и разрушения этих белков. Было показано, что HDAC4 распознается SUMO1 по единственному остатку лизина (лизин-559), по которому и происходит сумоилирование. Оно осуществляется E3 SUMO-протеинлигазой RANBP2 и не влияет на внутриклеточное распределение HDAC4, а также на его взаимодействие с некоторыми из белков, с которыми она обычно взаимодействует. Однако HDAC4 с мутацией в позиции 559 значительно хуже функционирует и осуществляет репрессию транскрипции генов-мишеней по сравнению с диким типом. Сумоилированию HDAC4 препятствует её фосфорилирование CaMK4.

#### Убиквитинирование
Обычно полиубиквитинирование направляет белки на деградацию протеасомами, в то время как моноубиквитинирование может иметь различные биологические эффекты. Убиквитинирование и протеасомное разрушение HDAC4 регулируется путём фосфорилирования GSK3β, однако механизм и биологическое значение убиквитинирования HDAC4 ещё не выяснены.

#### Протеолиз
Перемещение HDAC4 между ядром и цитоплазмой также находится под влиянием протеолиза, которое происходит в процессе апоптоза. HDAC4 разрезается каспазой-2 и -3 по остатку аспартата 289. N-концевой фрагмент HDAC4, отрезаемый каспазами, содержит сигнал ядерной локализации и накапливается в ядре, репрессируя транскрипцию и вызывая гибель клетки, а также выступая сильным репрессором MEF2C. По сравнению с другими ядерными формами HDAC4, ядерный фрагмент, отрезаемый каспазами, вызывает гибель клетки и оказывает мощное подавляющее действие на Runx2- или SRF-зависимую транскрипцию, несмотря на то что не содержит С-концевого цинк-связывающего домена, необходимого для распознавания субстрата и связывания с корепрессорным комплексом HDAC3-N-CoR. Создаваемый каспазами фрагмент слабо связывается с хроматином, в то время HDAC4, мутантная по сайту связывания 14-3-3, формирует более стабильные комплексы с белком HDAC5.

## Действие на клеточном уровне
Гистоны играют важнейшую роль в регуляции экспрессии генов. Ацетилирование/деацетилирование гистонов изменяет структуру хроматина и влияет на доступ факторов транскрипции к ДНК. HDAC4 относится к классу II семейства гистондезацетилаз/acuc/apha. Он обладает активностью гистондеацетилазы и подавляет транскрипциию, связываясь с промотором. Этот белок не связывает ДНК напрямую, а лишь посредством транскрипционных факторов MEF2C и MEF2D. Как и для всех гистондеацетилаз, для работы HDAC4 необходимы ионы Zn2+.
Как было рассмотрено выше, экспрессия гена HDAC4 может регулироваться на транскрипционном и посттранскрипционном (при помощи микроРНК и регуляции стабильности мРНК) уровнях, а также на уровне стабильности белка (разрушение протеазами). HDAC4 перемещается между ядром и цитоплазмой, а также выступает в качестве ядерного корепрессора, регулирующего развитие костей и мышц. Активность HDAC4 регулируется при помощи двух основных механизмов: внутриклеточной локализации и образования многобелковых комплексов с другими белками.

### Внутриклеточное распределение
Как обсуждалось выше, перемещение HDAC4 между ядром и цитоплазмой может регулироваться при помощи посттрансляционных модификаций. Транслокация HDAC4 также регулируется через взаимодействие с транспортным фактором экспортином 1, также известным как CRM1, который управляет экспортом из ядра клеточных белков, имеющих обогащённый лейцином сигнал ядерного экспорта (NES). Кроме того, нуклеопорин 155 (Nup155), главный компонент ядерного порового комплекса (NPC), задействован в перемещении белков между цитоплазмой и ядром. Считается, что HDAC4 функционирует как корепрессор транскрипции, деацетилируя нуклеосомные гистоны. Поскольку деацетилазы гистонов не взаимодействуют непосредственно с ДНК, в настоящее время считается, что их привлечение к специфическим промоторам обеспечивают ДНК-связывающие белки, распознающие определённые последовательности нуклеотидов в ДНК. HDAC4 также взаимодействует с различными белками, например, НР1, гистонметилтрансферазой, различными транскрипционными факторами, что определяет функции этого белка в различных тканях (список белков, с которыми взаимодействует HDAC4, см. ниже). Имеется множество доказательств того, что гистондеацетилазы, и HDAC4 в их числе, деацетилируют не только гистоны, но и другие белки, в том числе различные транскрипционные факторы, что может служить регуляторным механизмом биологических сигнальных путей. Цитоплазматические функции HDAC4 хорошо изучены и освещаются ниже.

### Регуляция деацетилирования гистонов
HDAC4 осуществляет деацетилирование как гистоновых, так и негистоновых белков путём удаления с субстратов ацетильных групп цинк-содержащим каталитическим доменом. Обратимое ацетилирование по N-концевым лизиновым остаткам гистона 3 (позиции 9, 14, 18 и 23) и гистона 4 (позиции 5, 8, 12 и 16) вызывает деконденсацию нуклеосом, изменяет взаимодействие гистонов с ДНК и увеличивает доступность ДНК для транскрипционных факторов. Состояние ацетилированности гистонов управляется двумя группами белков противоположного действия: гистонацетилтрансферазами (НАТ), ацетилирующими гистонами, и гистондеацетилазами, осуществляющими их деацетилирование. В отличие от HDAC6, HDAC4 и HDAC5 взаимодействует с HDAC3 и RbAp48. Каталитический домен HDAC склонен к образованию многобелкового комплекса с корепрессорным комплексом SMRT-NCoR-HDAC3. Целостность каталитического домена HDAC4 необходима для привлечения корепрессорного комплекса HDAC3-N-CoR и его дальнейшей деацетилазной активности. Как деацетилаза HDAC4 не активна в отсутствие связывания с HDAC3.

### Регуляция деацетилирования негистоновых белков
Белок Runx2 служит главной мишенью сигнального пути BMP. Сигнальный путь BMP-2 стимулирует ацетилирование Runx2, опосредованное р300. Эта модификация увеличивает активность Runx2 и ингибирует Smurf1-опосредованную деградацию Runx2. HDAC4 и HDAC5 деацетилируют Runx2, позволяя этому белку подвергнуться Smurf-опосредованному разрушению. Ингибирование HDAC увеличивает ацетилирование Runx2, усиливает дифференцировку остеобластов, стимулированную сигнальным путём BMP-2, и увеличивает образование костей. Недавние исследования показали, что HDAC4 может деацетилировать такие цитоплазматические белки, как HIF-1α, MEKK2 и STAT1.

### Деметилирование гистонов
Ацетилирование и метилирование гистонов — наиболее полно изученные эпигенетические метки. Триметилирование по позициям H3K4, H3K36 или H3K79 приводит к тому, что хроматин принимает активную форму, характерную для эухроматина. Эухроматин также характеризуется высокой степенью ацетилирования гистонов. Поэтому HDAC могут убирать эпигенетические метки, репрессируя транскрипцию. Метилированный H3K9 создаёт сайт связывания для хромодомен-содержащего белка HP1, который индуцирует репрессию транскрипции и переход эухроматина в гетерохроматин. HDAC4 участвует в эпигенетической регуляции генов через взаимодействие с H3K9-метилтрансферазой SUV39H1 и HP1, обеспечивая эффективный механизм сайленсинга генов-мишеней MEF2 путём осуществления и деацетилирования, и метилирования. Деметилирование H3K9 тесно связано с перемещением HDAC4 между цитоплазмой и ядром. Особенно значительно триметилирование H3K9 в условиях стресса в промоторе 5'-ацетилхолинэстеразы (AChE), и накопление такой гистоновой метки ассоциируют с рекрутированием SUV39H1 и HP1 на промотор (AChE).
Кроме того, HDAC4 отрицательно регулирует транскрипционный фактор MEF2 через взаимодействие с SUMO Е2-конъюгирующим ферментом Ubc9. Сверхэкспрессия HDAC4 приводила к чрезмерному сумоилированию MEF2 в условиях in vivo. HDAC4 стимулирует сумоилирование MEF2 по тому же остатку лизина, который ацетилирует коактиватор MEF2, ацетилтрансфераза CREBBP, так что, возможно, ацетилирование и сумоилирование MEF2 взаимодействуют при регуляции его активности. Впрочем, эта модель является предметом споров, и необходимы дополнительные эксперименты, чтобы выяснить, сумоилирует ли HDAC4 MEF2 непосредственно или же привлекает для этого SUMO E2-конъюгирующий фермент.

## Физиологические функции
HDAC4 выполняет важнейшие функции в регуляции транскрипции генов, росте клеток, пролиферации и выживании, поэтому нарушения в экспрессии или работе этого белка приводят к развитию рака.

### Костная и хрящевая ткани
HDAC4, экспрессируемая в прегипертофических хондроцитах, регулирует гипертрофию хондроцитов и эндоклональное образование костей, взаимодействуя с и ингибируя активность Runx2 — транскрипционного фактора, необходимого для гипертрофии хондроцитов. У мышей, нокаутных по HDAC4, наблюдается преждевременное окостенение развивающихся костей из-за преждевременной эктопической гипертрофии хондроцитов; похожий фенотип проявляется у особей, в хондроцитах которых Runx2 экспрессируется постоянно. Runx2 может ацетилироваться белком р300, и ацетилированная форма Runx2 предотвращает убиквитинирование белков. HDAC4 и HDAC5 играют противоположные роли, деацетилируя Runx2 и позволяя белкам разрушаться по Smurf-зависимому пути. TGF-β подавляет дифференцировку остеобластов, действуя на HDAC4 и HDAC5, которые в дифференцирующихся остеобластах через взаимодействие со Smad3 рекрутируются в комплекс Smad3/Runx2, располагающийся на последовательности ДНК, связывающейся с Runx2. Сверхэкспрессия HDAC4 стимулирует TGF-β1-индуцированный хондрогенез в стволовых клетках синовиального слоя, однако подавляет гипертрофию в дифференцировавшихся из них хондроцитах.

### Мышечная ткань
Первая стадия миогенеза включает формирование миобластов, которые экспрессируют особый набор транскрипционных факторов, в том числе MEF2C. У мышей, лишённых MEF2C, наблюдаются нарушения в морфогенезе сердца, и на стадии образования петли в развитии сердца развитие организма прекращается. HDAC4 связывается непосредственно с MEF2, ингибируя его функционирование, и регулирует дифференцировку клеток мезодермы в кардиомиобласты, подавляя экспрессию GATA4 и Nkx2-5. Обработка ингибиторами HDAC вызывает спецификацию клеток мезодермы в будущие кардиомиоциты, о чём можно судить по повышению содержания в них транскриптов Nkx2-5, MEF2C, GATA4 и сердечного α-актина. Таким образом, HDAC подавляют дифференцировку мезодермальных клеток в кардиомиоциты. Сверхэкспрессия HDAC4 подавляет кардиомиогенез, о чём свидетельствует снижение уровня экспрессии генов, отвечающих за развитие кардиомиоцитов.
Показано, что при дифференцировке мышечных клеток HDAC4 управляет репрессией генов, рекрутируя MEF2 к промоторам репрессируемых генов. Репрессия транскрипции генов MEF-2/HDAC-комплексом обусловлено CaMK-индуцированной транслокацией HDAC4 и HDAC5 в цитоплазму. В сердцах трансгенных мышей со сверхэкспрессией активного CaMKIV наблюдалась гипертрофия сердца с повышением содержания некоторых эмбриональных транскриптов, например, предсердного натрийуретического фактора, и значительное повышение активности MEF2C.
Все сокращения скелетной мускулатуры контролируются нервной системой. HDAC4 в норме накапливается в области нервно-мышечных синапсов. Утрата иннервации вызывает сопутствующее накопление HDAC4 в ядре мышечной клетки и уменьшение экспрессии генов, регулируемых MEF2. При хирургической денервации или в случае нервномышечного заболевания бокового амиотрофического склероза повышенный уровень HDAC4 необходим для эффективной репрессии MEF2-зависимых структурных генов. Усиленная экспрессия HDAC4 оказывает эффект, схожий с эффектом денервации, и активирует транскрипцию эктопического ацетилхолинового рецептора (nAChR) по всему мышечному волокну. Инактивация HDAC4 предотвращает индуцированную денервацией транскрипцию синаптических рецепторов nAChR и MUSK. Особенно много HDAC4 содержится в ядрах быстрых окислительных скелетных мышечных волокнах, и нокаут HDAC4 усиливает гликолиз в мышечных трубочках.

### Нервная система
HDAC4 имеется в околоядерной области цитоплазмы большинства нейронов, однако его локализация в ядре варьирует. В зубчатой извилине ядерной экспрессии HDAC4 не наблюдается, в то время как в ядрах нейронов из других зон содержат HDAC4. В норме HDAC4 локализуется в цитоплазме нейронов головного мозга и выращенных в культуре гранулярных нейронов мозжечка. HDAC4 быстро переносится в ядро в ответ на низкий уровень калия и опасный уровень глутамата, которые индуцируют смерть нейрона. Обработка фактором выживания нейронов BDNF препятствует ядерной локализации HDAC4, в то время как ингибитор CaMK, стимулирующий апоптоз, способствует накоплению HDAC4 в ядре. Более того, эктопическая экспрессия локализованного в ядре HDAC4 стимулирует апоптоз нейронов и подавляет функционирование в качестве факторов транскрипции белков MEF2 и CREB. Гистондеацетилазы играют важную роль в выживании нейронов и развитии фоторецепторов. Транскрипционный комплекс MEF2-HDAC4 участвует в выживании нейронов и является мишенью атаксина-1. Внутриклеточная локализация HDAC определяется активностью нейрона. Спонтанная электрическая активность необходима для ядерного экспорта HDAC4, но не HDAC5.

### Поджелудочная железа
Показано, что HDAC4, HDAC5 и HDAC9 (класс IIa HDAC) проявляют неожиданно ограниченную экспрессию эндокринных β- и δ-клеток поджелудочной железы. Эти HDAC выступают ключевыми регуляторами β/δ-клеток поджелудочной железы. Анализ мышей, мутантных по HDAC класса IIa, показал, что количество инсулин-продуцирующих β-клеток повышено у мышей, нокаутных по HDAC5 и HDAC9, а у нокаутных по HDAC4 и HDAC5 — соматостатин-продуцирующих δ-клеток. Сверхэкспрессия HDAC4 и HDAC5 приводила к снижению количества β- и δ-клеток.

## Клиническое значение

### Сердечно-сосудистые заболевания
Гипертрофия сердца — это ответ сердца на различные внешние и внутренние стимулы, которые приводят к биомеханическому стрессу. Множество сердечно-сосудистых заболеваний, в том числе инфаркт миокарда, артериальная гипертензия и различные изменения в сократимости сердца, обусловлены мутациями саркомерных белков, причём эти мутации заставляют взрослое сердце увеличиваться в размерах из-за гипертрофического роста кардиомиоцитов. В кардиомиоцитах CaMKII-зависимое фосфорилирование HDAC4 приводит к гипертрофическому росту, которое может блокироваться при HDAC4, не воспринимающей какие-либо сигналы. Исследования мышей, лишённых miR-22, показали, что miR-22 необходима для гипертрофического разрастания сердца в ответ на стресс и непосредственными мишенями этой микроРНК являются HDAC4 и Sirt1.
Кроме того, HDAC4 участвует в регуляции сокращения миофиламентов через регуляцию деацетилирования MLP. HDAC4, HAT и p300/CREBBP-ассоциированный фактор (PCAF) связаны с сердечными миофиламентами. HDAC4 и PCAF связаны с Z-дисками и I- и A-полосами сердечных саркомеров. MLP, белок, ассоциированный с Z-дисками, функционирует как сенсор механического натяжения сердца, и в ацетилированном виде является мишенью HDAC4 и PCAF.

### Неврологические заболевания
Болезнь Хантингтона (HD) — это нейродегенеративное генетическое заболевание, при котором нарушается координация мышечных сокращений, возникают когнитивные расстройства и психиатрические проблемы. Показано, что в случае HD miR-22 может иметь многосторонний антинейродегенеративный эффект, включающий в себя ингибирование апоптоза и влияние на гены (в том числе HDAC4, RCOR1 и Rgs2), задействованных в развитии HD.
Недостаточная экспрессия HDAC4 при развитии сетчатки приводит к апоптозу палочек и биполярных интернейронов (BP), в то время как сверхэкспрессия снижает по сравнению с нормой количество погибающих BP-клеток. Кроме того, у мышей с дегенерирующей сетчаткой сверхэкспрессия HDAC4 удлиняло срок жизни фоторецепторов. Эффект выживания был обусловлен активностью HDAC4 в цитоплазме.
Дефекты HDAC4 могут служить причиной синдрома брахидактилии с отсталостью умственного развития. Физические проявления этого синдрома напоминают таковые наследственной остеодистрофии Олбрайта. Среди этих симптомов — умеренные лицевые нарушения, врождённые пороки сердца, брахидактилия типа Е, умственная отсталость, отставание в развитии, эпилептические припадки, расстройства аутистического спектра, коренастое телосложение. Изучение 278 пациентов с шизофренией и контрольных здоровых 234 людей из корейской популяции анализ однонуклеотидных полиморфизмов показал, что ген HDAC4 связан с развитием шизофрении. Атаксия-телеангиэктазия — это нейродегенеративное заболевание, обусловленное мутацией в гене Atm. У мышей, дефектных по этому гену, накопление HDAC4 в ядре приводило к нейродегенерации.

### Рак
В некоторых случаях острых лейкозов хромосомная транслокация, приводящая к слиянию гена PLZF, кодирующего белок PLZF, с геном, кодирующим рецептор ретиноевой кислоты RARα, даёт начало химерному белку PLZF-RARα, который, как считают, осуществляет конститутивную репрессию генов, ответственных за дифференцировку. Было установлено, что HDAC4 взаимодействует с лейкозным белком PLZF-RARα и управляет репрессией генов дифференцировки в лейкозных клетках. Подавление активности HDAC ингибиторами HDAC в клинических и фундаментальных исследованиях показало потенциальную пользу HDAC в лечении рака. Белок BCL6 отвечает за выживание и/или дифференцировку при В-клеточной лимфоме, возникающей из-за хромосомных перестроек. HDAC4 связывается с BCL6 и PLZF in vivo и in vitro и через них управляет репрессией транскрипции. Показано, что микроРНК miR-155, сверхэкспрессия которой чаще всего наблюдается в опухолях и при злокачественных гематологических заболеваниях, может непосредственно связываться с 3'-UTR HDAC4 и подавлять её трансляцию. Эктопическая экспрессия HDAC4 в клетках В-клеточной лимфомы человека приводила к снижению miR-155-индуцированной пролиферации и усилению апоптоза.
Наибольшая экспрессия HDAC4 наблюдается в пролиферативной части нормального эпителия тонкой и толстой кишки, и при дифференцировке её экспрессия снижается. HDAC4 взаимодействует с Sp1 и убирает ацетильные группы с гистона Н3 в сайте связывания Sp1/Sp3 на проксимальном промоторе белка р21, репрессируя транскрипцию. Индукция этого промотора путём сайленсинга HDAC4 останавливало рост раковых клеток и подавляло рост опухоли в модели человеческой глиобластомы. Х-связанный супрессор опухолей FOXP3 необходим для экспрессии р21 в нормальном эпителии, и недостаток FOXP3 приводит к отрицательной регуляции р21, что происходит в некоторых случаях рака молочной железы. FOXP3 специфично ингибируется при связывании HDAC4 и локальном увеличении ацетилирования гистона Н3. При гепатоцеллюлярной карциноме HDAC4 непосредственно регулируется miR-22. Более того, в ткани гепатоцеллюлярной карциномы при отрицательной регуляции miR-22 уровень HDAC4 повышался. Кроме того, в клетках этой опухоли HDAC4 является также мишенью miR-200a.
При раке яичника нередко наблюдается устойчивость к платиновой химиотерапии, причём показано, что в устойчивых опухолях наблюдается повышенная экспрессия HDAC4. PLU-1/JARID1B, экспрессия которого повышается в некоторых случаях рака молочной железы, взаимодействует с HDAC4 и экспрессируется совместно с ним в раковых клетках этого типа. Показано, что в образцах ткани здорового мочевого пузыря для HDAC4-положительных образцов была значительно ниже, чем в образцах опухоли мочевого пузыря. Кроме того, содержание HDAC4 при переходных карциномах мочевого пузыря значительно выше, чем в нормальных тканях. HIF1α — необходимая часть транскрипционного комплекса HIF-1, который регулирует ангиогенез, клеточный метаболизм и может отвечать за развитие рака. Ацетилирование HIF1α положительно регулируется shРНК HDAC4, но не shРНК HDAC1 или HDAC3. Ингибирование HDAC4 снижает и транскрипционную активность HIF-1, и экспрессию ряда генов-мишеней HIF-1, а также уменьшает устойчивость к химиотерапии с применением доцетаксела. Установлено, что HDAC4 может быть задействована в развитии остеосаркомы и рака толстой кишки. Тасхинимод, препарат, предназначенный для лечения устойчивой к удалению опухоли предстательной железы, непосредственно связывается с HDAC4, тем самым ингибируя деацетилирование гистонов и транскрипционные факторы, зависящие от HDAC4, например, HIF-1α.

## Ингибиторы
К настоящему моменту известно множество ингибиторов гистондеацетилаз, относящихся к различным группам соединений. Среди них есть гидроксаматы (трихостатин А, вориностат), циклические пептиды (ромидепсин, апицидин), алифатические кислоты (бутират, фенилбутират, вальпроевая кислота), бензамид и его производные. Перечисленные ингибиторы неспецифичны и подавляют работу всех HDAC, а не только HDAC4. Их применение может оказаться перспективным при лечении различных раковых заболеваний. Известны и специфичные ингибиторы HDAC4, в частности, производные трифлуорометил-1,2,4-оксидазола. Эти соединения могут оказаться эффективными при лечении болезни Хантингтона, мышечной атрофии и диабета.

## Взаимодействия с другими белками
HDAC4, как было выявлено, взаимодействует с:
| Белок | Комментарий                                                                                     | Источники                  |
| ----- | ----------------------------------------------------------------------------------------------- | -------------------------- |
| BCL6  | Может связываться не только с HDAC4, но и с другими родственными HDAC класса IIa: HDAC5 и HDAC7 | [ 10 ]                     |
| BTG2  | Может также связываться с HDAC1                                                                 | [ 11 ]                     |
| GATA1 | HDAC ингибируют этот белок. Также он взаимодействует с HDAC3 и HDAC5                            | [ 12 ]                     |
| HDAC3 | Вместе входят в состав репрессорного комплекса HDAC3-NCoR                                       | [ 1 ] [ 13 ] [ 14 ] [ 15 ] |
| MAPK1 | Локализация HDAC4 зависит от сигнального пути Ras-MAPK                                          | [ 16 ]                     |
| MAPK3 | Локализация HDAC4 зависит от сигнального пути Ras-MAPK                                          | [ 16 ]                     |
| MEF2C | Ингибируется HDAC4                                                                              | [ 17 ]                     |
| MEF2A | Ингибируется HDAC4                                                                              | [ 17 ] [ 18 ]              |
| NCOR1 | Вместе входят в состав репрессорного комплекса HDAC3-NCoR                                       | [ 13 ] [ 19 ]              |
| NCOR2 | Вместе входят в состав репрессорного комплекса HDAC3-NCoR                                       | [ 13 ] [ 19 ]              |